# Krisztus Egyesült Egyháza

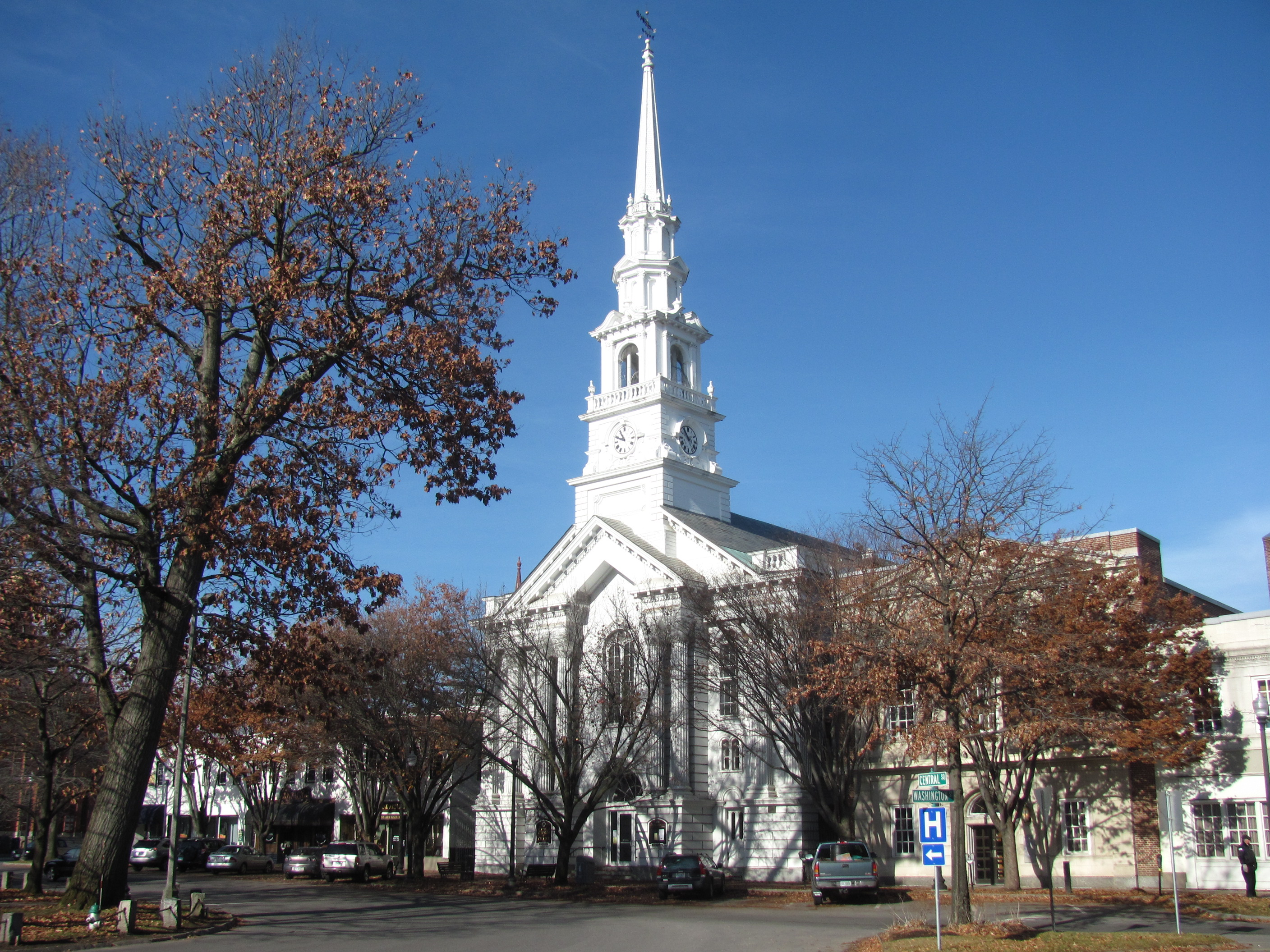
United Church of Christ temploma, Keene

Krisztus Egyesült Egyháza (angol: United Church of Christ (UCC)) – alapjában véve keresztény protestáns felekezet a református tradícióban, de ugyanakkor történelmileg befolyásolt a lutheránus egyháztól is. Az Evangélium szerinti Reformált Egyház (Evangelical and Reformed Church) valamint a Kongregacionalista keresztény Egyházak (Congregational Christian Churches) 1957-ben egyesültek és megalapították az UCC-t.  Ez a két felekezet, mely ugyancsak korábbi unió eredményei voltak, gyökereiket a Kongregacionalista, keresztény, Evangéliumi és Református felekezetekhez kapcsolták. Az UCC 5320 gyülekezete kb. 1,1 millió lelket számlál, többnyire az Amerikai Egyesült Államokból.
Az UCC teljes közösséget tart fenn jó néhány, főként protestáns felekezettel és részt vesz az egész világra kiterjedő ökumenikus erőfeszítésekben. Az UCC-nek nemzeti szinten, történelmileg haladó, vagy liberális meglátásai vannak, mint például a: szociális, társadalmi kérdésekről, a polgárjogokról, homoszexuálisok jogairól, nők jogairól vagy az abortuszról. Mindazonáltal a UCC gyülekezeteinek szabadságuk van a tantételek és a lelkészség felett, és támogathatják vagy sem, a nemzeti test teológiai vagy erkölcsi álláspontját. Önmagát úgy jellemzi, mint: „rendkívül pluralista és különböző felekezetek (egysége)”.

## Története
A UCC akkor alakult amikor két protestáns egyház, az Evangélium szerinti Református Egyház és a Kongregacionalista keresztény Egyház egyesült 1957-ben. Ez az unió átvette egy korábbi általános nyilatkozatát a két felekezetnek, az 1943-as „Az egység alapja” (Basis of Union)-t. Ekkor az UCC kb. 2 millió lelket számlált. Az 1959-es Generális Zsinaton az UCC elfogadta érthető hitvallását (Statement of Faith)-et. Az UCC alkotmányát és törvényeit 1961-ben fogadta el.

## Hit
Az UCC-ben nincs olyan tisztség vagy olyan felsőbb szerv, amely tantételt vagy imádásformátumot róhat ki az egyéni gyülekezetekre az UCC-n belül. Amíg az egyéni gyülekezetek szem előtt kell tartsák a generális zsinat útmutatásait kimagasló figyelemmel, az UCC alkotmánya megköveteli, hogy az egyéni gyülekezet autonómiája egy vele járó jog, és ami megváltoztatható, az egyéni akaratból van. Ezen a helyileg összpontosított szerkezeten belül vannak olyan központi hitelemek, amelyek közösek az UCC számára. Az UCC gyakran használ négy olyan szót amivel körülírja önmagát: keresztény, Református, Kongregacionalista és Evangéliumi. Noha a UCC, evangélikus jellemzőire hivatkozik, származása szerint inkább a hagyományos protestantizmusra vezethető vissza (és annak részeként is tartják számon), mintsem az evangélikus kereszténységre. Az UCC általában teológiailag liberális, a felekezete pedig megjegyzi, hogy a „Biblia mindazonáltal, hogy egy specifikus történelmi helyen és időben íródott, mégis szól hozzánk, a jelenben magadott körülmények között.” 
Az UCC mottója a Jn. 17,21a- ból van: „Hogy mindnyájan egyek legyenek…” (Károli). A felekezet hivatalos irodalma széles elvi paramétereket használ, miközben hangsúlyozza az egyéni lelkiismeret és helyi egyház-autonómia szabadságát.

### Történelmi hitvallások
Az UCC-ben hitvallások, vallomások és hitmegerősítések vannak, mint a hívek tanúvallomásai, “testimonies of faith” ami inkabb jellemzi az egyházat, mint a hittesztek “tests of faith” merev előírásait követelő elvi jóváhagyások. Ahogy ez megnyilvánul az UCC alkotmányában:
“Az UCC elismeri, hogy egyedüli feje Jézus Krisztus, Isten Fia, Megváltó. Elismeri rokonságát (testvérségét) Krisztusban mindazokkal akik ugyanezt vallják. Isten szavára a Szentírásban valamint a Szentlélek jelenlétére és erejére úgy tekint, mint aki virágoztatja a maga alkotó és megváltó munkáját a világban. Sajátjának tartja a történelmi egyházak hitét, amiket megfogalmaztak az ősi hitvallásokban és amiket alapjában visszaköveteltek a protestáns reformátusok. Ez megerősíti az egyház felelősségét nemzedékről nemzedékre, hogy megmaradjon ebben a hitben, az Istentisztelet valóságában, a gondolat és kifejezés becsületességében és Isten előtti szív tisztaságában. Összhangban az Urunk tanításával és gyakorlatával az Evangélium szerinti keresztények két szentséget ismernek el: a Szent keresztséget és az Úr Szent vacsoráját.”
A felekezet ezért szem előtt tart több történelmi hitvallást, mint a közös hit kifejezői, melyek köré tömörül az egyház, beleértve:
- Apostoli hitvallás
- Niceai hitvallás
- Heidelbergi káté (mely mindkét, a német református és a német evangélikus örökséget is magába foglalja)
- Luther kis kátéja (Német evangélikus örökség)
- Kansas City-i hitnyilatkozat (egy 1913-as nyilatkozat a Kongregacionalista hagyományban)
- Evangélikus káté (egy 1927-es káté a német evangélikus hagyományban)
- UCC Hitnyilatkozata (íródott az UCC megalapításakor)

### Tanulmányok és hitfelmérések
2001-ben  a vallási kutatásokra szakosodott Hartford-i Intézet kiadott egy tanulmányt „Hitközösségek Ma” címen „Faith Communities Today (FACT)” mely tartalmaz egy közvélemény-kutatást, az UCC hitéről, megnyilvánulásairól. A közvélemény-kutatáson résztvevők válaszai alapján az UCC-n belül az egyházak tagjaikat 5,6%-ban „nagyon liberálisnak vagy progresszívnek”, 3,4%-ban „nagyon konzervatívnak”, 22,4%-ban „részben liberálisnak vagy progresszívnek”, 23,6%-ban „részben konzervatívnak” nevezték magukat. Azok az eredmények egy elég jó egyensúly kifejezői, a liberális és a konzervatív felekezetek között. Az önmagát „moderált”-nak hívó csoport volt a legnagyobb 45%-kal. A Hartford-i Intézmény által végzett más kutatások azt erősítik meg, hogy a tagok 53,2%-a szerint a Biblia bír a legmagasabb tekintéllyel, 16,1%-a azt mondja, hogy a Szentlélek, 9,2%-a hogy az Értelem, 6,3%-a hogy a Tapasztalat, és 6,1%-a pedig hogy a Hitvallások.
David Roosen a vallási kutatásokra szakosodott Hartford-i Intézet igazgatója, aki tanulmányozta az UCC-t, azt mondta, hogy a felmérések azt igazolják, hogy a nemzeti egyház kijelentései gyakran liberálisabbak, mint a padokban ülőkké, de a kormányzási szerkezete úgy van felállítva, hogy ilyen nézeteltéréseket megengedjen. 2003-tól kezdődően a 24. Generális Zsinat egy ügyeletes alegységet nevezett ki, hogy tanulmányozza az UCC egyházainak különböző Istentiszteleti szokásait. A tanulmányt online is megtalálhatjuk és statisztikákat tükröz a hozzáállásról az Istentisztelettel, a keresztséggel és az Úrvacsorával kapcsolatban, mint például a laikusok 70%-ban, a lelkészjellegűek pedig 90%-ban úgy határozzák meg az Istentiszteletet, mint: „találkozás Istennel, mely Isten világra kiterjedő munkájának a cselekvésére vezet”. 95%-a a gyülekezeteknek használja a Bibliaolvasó Kalauzt (Revised Common Lectionary) az igehirdetések tervezésében vagy alapigéül szolgálva és 96%-ban mindig, vagy majdnem mindig van prédikáció, 86%-ban van vallásóra vagy gyerek-istentisztelet, 95%-ban vannak öröm és gondmegosztó összejöveteleik, 98%-ban pedig elmondják az Úr imádságát (Lord`s Prayer). 
A lelkészjellegűek és a laikusok felkérettek, hogy hangsúlyozzák ki két szóban, mit értenek a keresztség kifejezés alatt. Ugyanakkor azt is ki kellett hangsúlyozni, hogy szerintük, mit ért az egyház ugyanez a kifejezés használatakor. A leggyakoribb válasz az volt, hogy „a keresztség, belépés az egyház egyetemességébe”. A lelkészjellegűek és a világiak felkérettek, hogy hangsúlyozzák ki két szóban, mit értenek az Úrvacsora kifejezés alatt. Míg a lelkészjellegűek azt hangsúlyozták ki, hogy az Úrvacsora „egy étkezés, melyben találkozunk az élő Istennel” a világiak azt hangsúlyozták ki, hogy „emlékezés Jézus utolsó vacsorájára, halálára és feltámadására”.

### Kapcsolat más egyházakkal
Az UCC egyik központi meggyőződése hogy „egyesült és egyesülő egyháznak hivatott”. Emiatt az UCC-nek köze van a Krisztusban Egyesülő Egyházakhoz (Churches Uniting in Christ), egy szervezet, mely arra törekszik, hogy teljes közösséget hozzon létre kilenc protestáns felekezet között Amerikában. Jelenleg az UCC belépett egy társulatba a keresztény Egyházzal [Krisztus Tanítványaival (Disciples of Christ)], és teljes közösségben van az ELCA-val, Presbiteriánus Egyházzal (AEÁ) (Presbyterian Church, USA), és az Amerikai Református Egyházzal (Reformed Church in America).
1982-ben a Világ Egyházainak Tanácsa (World Council of Churches) kiadott egy dokumentumot „Keresztség, Eukarisztia és Lelkészség” („Baptism, Eucharist and Ministry”) címen, mely sok ökumenikus elismerési megállapodásnak alapjaként szolgált. Mint a Világ Egyházainak Tanácsa (World Council of Churches) tagja az UCC az eljárás részeként kiadott egy választ, hogy kidolgozhassanak egy közös teológiai perspektívákat tartalmazó nyilatkozatot.

## Szerkezete
Idézve az UCC alkotmányából: „az UCC életének és szervezetének alapvető egysége a helyi egyház”. Helyi autonómiával rendelkező szélesebb egymásrautaltság kölcsönös hatása jellemzi az UCC szervezetét. Az UCC mindegyik „szabályozása” összefügg konventileg más szabályozásokkal cselekvéseik és határozataik egymásnak, de nem másikért beszélnek (speaking „to but not for” each other). Az UCC szervezet erkölcsi magatartását „szerződéses”-nek („covenantal”) tekintik.
Az UCC szervezet szerkezete egy keveréke a kongregacionalista és a presbiteriánus gondolkodást megelőző felekezeteknek. A legtöbb dologgal kapcsolatosan, mint végső szaktudással és döntéshozatallal bíró helyi gyülekezetek miatt, sokan úgy látják az UCC felfogását, mint kongregacionalista, mindamellett intézkedései és lelkészi felügyelete melyet Egyesületek és az egyetemes zsinat vezet, konferenciák képviseletében, kongregacionalista küldöttségek helyett, egy olyan oldalt enged észrevenni, amely által presbiteriánus hasonlóságok is felfedezhetők.

### Helyi egyházak
Az UCC alapvető egysége a helyi egyház (ismertebb nevén a gyülekezet). A helyi egyházaknak jogukban van, hogy kormányozzák magukat, megállapítva saját belső szervezeti szerkezeteiket és teológiai pozíciójukat. Így a helyi egyházkormányzás széles körben váltakozik a felekezeteken belül. Néhány gyülekezet, főleg a kongregacionalista és a keresztény eredetűek több viszonylagos független tanáccsal rendelkeznek, amely felügyeli az egyházélet különböző aspektusait évi vagy akár még gyakoribb találkozásaival (gyakran a vasárnap délutáni Istentisztelet után) az egész gyülekezetnek, hogy megválassza a tisztviselőket és tisztségviselőket, hogy jóváhagyja a költségvetéseket és meghatározza a gyülekezeti intézkedéseket. 
Más egyházaknak, többnyire az evangélikus és a református leszármazottaknak, van egy központi egyházi tanácsuk „church council” vagy konzisztóriumuk „consistory”, mely intézi a legtöbb vagy minden ügyét oly módon, hogy az rokonságot mutat a presbiteriánus ülésekkel, közben évi felekezeti gyűléseket tartva, hogy megválasszák a tisztviselőket és/vagy jóváhagyják az évi költségvetéseket. Más gyülekezetek, valószínűleg azok amelyek 1957 után alakultak, olyan szerkezetekkel rendelkeznek, amik magukba foglalják mindkettőt, vagy teljesen más alternatív szervezeti szerkezeteket.
Majdnem minden esetben a lelkész választásakor, megmaradnak a református hagyományokban, az egyetemes papság értelmében, mely egy egyházközségi közgyűlésnek adatott, miután egy különleges ad hoc bizottság, a gyülekezet képviselőjeként jelöltet keres. A gyülekezeti tagok a bizottság lelkészjelöltje ellen, vagy mellett szavaznak, általában közvetlenül a pályázó lelkész bemutatkozó Istentisztelete után; a jelöltek egyenként vannak bemutatva és nem egyszerre, mint a választhatóság kifogyhatatlan lehetőségei. Általában a jelölt a gyülekezeti tagok igen szavazatának 60% - 90% kell megkapja, mielőtt a gyülekezet meghívja; ez függ a gyülekezet alkotmányának és törvényeinek rendelkezéseitől. A helyi gyülekezeteknek jogukban áll alkalmazni lelkipásztorokat, világi személyzetet, de ugyanakkor jogukban van elbocsátani is azokat. 
Mindazonáltal, teljesen eltérően a tiszta kongregacionalista felfogástól, az egyesületeknek (egyházmegyei, egyházkerületi) van felhatalmazásuk lelkészeket felszentelni, és ösztöndíjak felől rendelkezni, azon lelkészeknek, akik más felekezetből, vagy más közösségből jönnek, együttműködve azzal a lelkésszel aki felszentelendő/meghívott és a helyi gyülekezettel aki hívja azt. A státusz amibe kerül megengedi a lelkésznek, hogy részesüljön az UCC lelkészi nyugdíjában és biztosítási tervezetében. A helyi gyülekezeteknek, a felszentelt lelkészek becserkészésében segít egy felekezetileg koordinált keresési és meghívási rendszer, mely általában egy komplexebb rendszer tanácsilag megkönnyített formája. 
Mindazonáltal, a gyülekezet különböző okokért dönthet úgy, hogy nem él a konferencia – elhelyezési módszerrel, és szabad, hogy megtorlástól való félelem nélkül tegye, amint leginkább történik a zsinati vagy presbiteriánus felfogásokban. Az eljárásban való részvétel, általában a gyülekezetnek egy hűségjele a szélesebb körű felekezet és munkája iránt.
2008 végére az UCC 5320 gyülekezetet kebelezett be, gyülekezetenként átlag 210 lélekkel. 16 gyülekezet vallotta, hogy a gyülekezete több mint 2000 lelket számlál, de 64%-uk 200-nál kevesebb lelket vallott magáénak.
Az UCC felsőbb szervezeteihez tartoznak: 
- az egyesületek [egyházmegyék (associations)]
- a tanácsok [egyházkerületek (conferences)]
- generális zsinat (general synod)

## Fordítás
- Ez a szócikk részben vagy egészben  az   United Church of Christ című angol Wikipédia-szócikk fordításán alapul.  Az eredeti cikk szerkesztőit annak laptörténete sorolja fel. Ez a jelzés csupán a megfogalmazás eredetét és a szerzői jogokat jelzi, nem szolgál a cikkben szereplő információk forrásmegjelöléseként.

## Külső hivatkozások
- Az UCC hivatalos honlapja